# Meniscomorpha tamaska
Meniscomorpha tamaska là một loài tò vò trong họ Ichneumonidae.